# Habitación 503
Habitación 503 es una serie de televisión de comedia de enredo dirigida por Manuel Armán, José Pavón, Belén Molinero, Francisco Montolío, Lorenzo Zaragoza, Pedro Amalio López y Juan Moll. Fue emitida por TVE-1 entre 1993 y 1994.

## Sinopsis
La acción se desarrolla, sobre todo, en la habitación 503 del madrileño Hotel Cibeles. Don Alejandro, el director del hotel, es un hombre que pretende ser listo, respetable y buen gestor pero que realmente es un cero a la izquierda sin sus subordinados. Elisa, la gobernanta, es una mujer a veces rígida y seca, pero también sentimental y seductora. Andrés, el botones, es un chico listo y espabilado y Rocío, una de las camareras, es sentimental y jovial.

## Reparto principal
- María Luisa San José como Elisa
- Francisco Cecilio	como Don Alejandro
- Neus Asensi como Rocío
- Rafa Castejón como Andrés